# Atherinella nocturna
Atherinella nocturna är en fiskart som först beskrevs av Myers och Wade 1942.  Atherinella nocturna ingår i släktet Atherinella och familjen Atherinopsidae. IUCN kategoriserar arten globalt som livskraftig. Inga underarter finns listade.